# Цомартов, Афако Кайтикоевич
Афако Кайтикоевич Цомартов (15 марта 1925 года, село Заманкул — 5 марта 1973 года, Орджоникидзе) — старший плавильщик завода «Электроцинк» Министерства цветной металлургии СССР, гор. Орджоникидзе, Северо-Осетинская АССР. Герой Социалистического Труда (1971).

## Биография
Родился в 1925 году в крестьянской семье в селе Заманкул. После получения неполного среднего образования трудился в местном колхозе. В январе 1942 года записался на фронт добровольцем. С августа 1942 года участвовал в Великой Отечественной войне в составе 18-й гвардейской отдельной роты 2-й гвардейской стрелковой дивизии. Воевал при обороне Северного Кавказа и освобождении Крыма. После получения серьёзного ранения в брюшную полость находился на излечении в госпитале. Позднее воевал при освобождении Белоруссии, где получил второе серьёзное ранение в 1944 году, после которого демобилизовался.
Окончил лесной техникум в Алагире. Трудился лесничим. С 1953 года — плавильщик электролитного цеха завода «Электроцинк» в городе Дзауджикау (Владикавказ).
Досрочно выполнил личные социалистические обязательства и задания Восьмой пятилетки (1966—1970). Указом Президиума Верховного Совета СССР от 30 марта 1971 года «за выдающиеся успехи, достигнутые в развитии цветной металлургии» удостоен звания Героя Социалистического Труда с вручением ордена Ленина и золотой медали «Серп и Молот».
Cкончался в 1973 году. Похоронен на городском Гизельском кладбище во Владикавказе.
Семья
- Дочь Алина Афакоевна Левитская — ректор Северо-Кавказского федерального университета.

Награды
- Герой Социалистического Труда
- Орден Ленина — дважды (20.05.1966; 30.03.1971)
- Орден Отечественной войны 2 степени (08.05.1944)